# NGC 312
 NGC 312 là một thiên hà hình elip / thiên hà hình chóp trong chòm sao Phượng Hoàng. Nó được phát hiện vào ngày 5 tháng 9 năm 1836 bởi John Herschel.